# Falk van Gaver
Pour les articles homonymes, voir Gaver.
Falk van Gaver (né le 15 juin 1979) est un journaliste et écrivain français.

## Biographie
Lauréat du concours général en histoire (1995), Falk van Gaver est diplômé de l'Institut d'études politiques de Paris (promotion 2001) et du master « Religion et société » de l'Institut d'études politiques d'Aix-en-Provence / Université d'Aix-Marseille sous la direction de Bruno Étienne (promotion 2003). Il est professeur certifié de philosophie en 2015 puis agrégé en 2019.
En 2001-2002, il participe avec Jean-Paul Duarte, Valeilles de Montmirail et Luc Richard aux actions des Black Bloc à Barcelone, Bruxelles et Gênes.
Il se situe à la croisée du christianisme, de l'écologisme et de l'anarchisme, : il se réclame longtemps de l'« écologie intégrale »,, conception dont on lui attribue la paternité en France,, et de l'« anarchisme chrétien »,.
Il a été rédacteur et directeur de publication de la revue politique et littéraire Immédiatement.
Il écrit quelques chroniques dans le mensuel catholique La Nef.
En septembre 2015, il parraine la création du trimestriel Limite, « revue d'écologie intégrale ».
Il a été également bénévole humanitaire et volontaire de solidarité internationale : en 1999 auprès des enfants des rues de Calcutta avec l'association Don Bosco Ashalayam, en 2007-2009 en Chine avec Enfants du Mékong, en 2009-2011 en Palestine avec la délégation catholique pour la coopération, en 2011-2012 au Cambodge avec Enfants du Mékong.
En 2008 il épouse Anne-Gersende Warluzel, également volontaire humanitaire et auteure notamment du récit Les Enfants de la rizière.
Il a également réalisé plusieurs voyages et séjours au long cours  à l'étranger, notamment 2000-2001 en Chine avec le reporter Constantin de Slizewicz,,,, en 2002 au Maroc avec l'anthropologue Manoël Pénicaud, en 2003 pour une enquête de terrain en Inde.
En 2006, il publie le récit d'un long périple de France jusqu'en Chine, La Route des steppes. 22000 km en 4L à travers l'Asie centrale.
En 2009, il publie le récit d'un pèlerinage au Mont-Saint-Michel qui est l'occasion d'une traversée de la France de la Méditerranée à la Manche, Le Chemin du Mont. 1300 km à travers la France à pied et sans argent.
En 2015, il publie le récit de deux années passées en Palestine, Taybeh, dernier village chrétien de Palestine.
Il prend ensuite ses distances avec le christianisme et se déclare agnostique puis athée, et s'oriente davantage vers l'écologie radicale, l'écologie profonde, l'anarchisme, l'animalisme, l'antispécisme et le véganisme,.
En 2022, il revient sur son parcours et publie un témoignage de son passage à l'écologisme, à l'anarchisme et à l'animalisme, Comme une herbe sauvage. Comment je suis devenu écologiste, anarchiste et végétarien.
En 2024, à l'occasion des élections législatives, il publie une tribune intitulée « Tout le monde n'a pas eu la chance d'avoir des parents fascistes » appelant à barrer la route à la droite et à l'extrême-droite.

## Publications

### Livres
- Le Politique et le Sacré, essai, Presses de la Renaissance, 2005.
- La Route des steppes. 22 000 km en 4L à travers l’Asie centrale, récit, Presses de la Renaissance, 2006.
- Le Ciel sur la terre. Essai de théologie sauvage, essai, Éditions Tempora, 2007  (ISBN 9782916053158).
- Le Nouvel ordre amoureux (avec Jacques de Guillebon), essai, Éditions de L’Œuvre, 2008  (ISBN 978-2-35631-005-7).
- Le Chemin du Mont. 1 300 km à travers la France à pied et sans argent, récit, Éditions de L’Œuvre, 2009.  (ISBN 978-2-35631-025-5). Version allemande : Auf den Wegen Gottes: Mittellos durch Frankreich, Sankt Ulrich Verlag, 2011.
- Terre Sainte, guerre sainte ? (avec Kassam Maaddi), récit, Éditions de La Nef, 2011  (ISBN 9782916343167).
- L’Écologie selon Jésus-Christ, essai, Éditions de L’Homme Nouveau, 2011.
- L’Anarchisme chrétien (avec Jacques de Guillebon), essai, Éditions de L'Œuvre, 2012  (ISBN 978-2-35631-061-3).
- Anarchrist. Une histoire de l'anarchisme chrétien (avec Jacques de Guillebon), essai, Éditions Desclée de Brouwer, 2015[25].
- Taybeh, dernier village chrétien de Palestine (avec Kassam Maaddi), récit, Éditions du Rocher, 2015. Prix de l'Œuvre d'Orient 2016. Traduction polonaise : Taybeh Ostatnia chrzescijanska wioska w Palestynie, Swiety Wojciech, 2017.Traduction anglaise (Etats-Unis) : The Last Christian Village of Palestine, The Crossroad Publishing Company, 2019.
- Faut-il se libérer du libéralisme ? (direction, avec Christophe Geffroy), enquête, Pierre-Guillaume de Roux, 2016.
- Christianisme contre capitalisme. L'économie selon Jésus-Christ, essai, Éditions du Cerf, 2017.
- Comme une herbe sauvage. Comment je suis devenu écologiste, anarchiste et végétarien, récit, Éditions de l'Escargot, 2022.

### Films
- La Route turque (avec Jean-Baptiste Warluzel), film documentaire, Mondes réels, 2005.

- Un Noël au Tibet (avec Constantin de Slizewicz et Jean-Baptiste Warluzel, texte de Fabrice Hadjadj dit par Michael Lonsdale), film documentaire, Mondes réels, 2006, prix Religion Today Film Festival Trento (it) en 2007[26].

### Contributions
- Ernst Jünger, Dossier H / L’Âge d’Homme, 2000.
- Vivre et penser comme des chrétiens, Immédiatement / A Contrario, 2005.
- L’avenir du monde, Le Collège Supérieur, 2006.
- Enquête sur le roman, Le Grand Souffle, 2007.
- Oser agir chrétien, Éditions de La Nef, 2008.
- L’homme a-t-il besoin du Christ ?, Via Romana, 2011.
- Du religieux dans l’art, Contrelittérature / L'Harmattan, 2012.
- Le livre de la prière, Éditions de L'Inférieur, 2013.
- Dans les sentiers de la Quête de Joie. 35 écrivains à la rencontre de Patrice de La Tour du Pin, L'Herbe Rouge, 2023.
- Jean Bastaire l'écologiste, Salvator, 2023.

### Autres
- Chine des marches, Chine des marges, mémoire, Institut d'Études Politiques de Paris, 2001.
- Dynamiques de l’ethnicité et de l’identité dans la Région du Nord-Est de l’Inde, mémoire, Observatoire du religieux, Institut d'Études Politiques d'Aix-en-Provence / Institut de Recherches sur le Sud-Est Asiatique, Maison Asie-Pacifique, CNRS-Marseille, 2003.

### Articles
- « « Pour une écologie intégrale », L’Homme Nouveau, 2007 »